# Viking metal
Viking metal este un subgen al muzicii heavy metal, ce îmbină elemente din black metal și folk metal. Genul are o influență mare din mitologia nordică, păgânismul nordic și din viața europenilor din centrul și nordul continentului, înainte de creștinizarea Scandinaviei. Este asociat de cele mai multe ori confundat cu genul folk metal.
Primul album dominat în totalitate de ideologia nordică, „Blood Fire Death” aparține formației suedeze de black metal Bathory, album lansat în anul 1988. Albumul este o combinație dintre estetica black metal-ului cu atmosfera din războaiele și mitologia nordică. Bathory a continuat să inoveze genul, iar în anul 1990, au lansat albumul „Hammerheart”. Albumul exploata elementele romantice din primul album, care erau combinate cu instrumente și sunete din folk-ul scandinav.